# Juni-Bootiden
Die Juni-Bootiden sind ein Meteorstrom, welcher seinen Radianten in der nördlichen Region des Sternbildes Bärenhüter besitzt. Sie sind zwischen dem 22. Juni bis zum 2. Juli aktiv. Das Maximum der Juni-Bootiden, welches am 27. Juni erreicht wird, besitzt eine variable Rate an Meteoren.
Beim Mutterkörper dieses Meteorstromes handelt es sich um den Kometen Pons-Winnecke. Anfang des 20. Jahrhunderts wurde die Bahn von Pons-Winnecke durch die Gravitationskräfte des Jupiters derartig verändert, dass die Kometenbahn der Erdbahn sehr nahekam. Dadurch kam es in den Jahren 1916, 1921 und 1927 zu einer erhöhten Rate an Meteoren, da sich die Erde durch frisch freigesetzten Staub des Kometen bewegte. Anschließend entfernte sich die Kometenbahn wieder von der Erdbahn, wodurch der Meteorstrom die Erde nicht mehr traf.
Jedoch erschienen die Juni-Bootiden überraschenderweise wieder in den Jahren 1998 und 2004. Die dann beobachteten Meteore stammen aus früher freigesetztem Staub, und ihre Bahnen unterscheiden sich stark von der heutigen Bahn von Pons-Winnecke.
Gewöhnlich ist die ZHR der Juni-Bootiden so gering, dass der Meteorstrom kaum auffällt. 1998 stieg die ZHR für eine kurze Zeit auf ca. 100 Meteore/h an, während die ZHR im Jahre 2004 auf ca. 50 Meteore/h anstieg.